# Naganishia antarctica
Naganishia antarctica è una specie di lievito isolata dal suolo dell'Antartide.

## Descrizione
Questa specie ha la sua crescita ottimale tra i 4 e i 20 °C, anche se alcuni ceppi sono stati osservati crescere oltre i 25 gradi. Questo intervallo di temperatura è una delle poche caratteristiche che permette di distinguerlo da Naganisha albida a livello genetico; fenotipicamente può essere discriminato dall'abilità di utilizzare diversi minerali e dal suo aspetto complessivo. Quando impiattate, le colonie appaiono leggermente mucosoidi, con un colore tra il bianco e il crema. N. antarctica è in grado di assorbire l'azoto e il glucoronato, e alcune colonie diventano di un color giallo sporco quando ciò avviene. Se la coltura avviene in un mezzo liquido, è richiesta una agitazione costante.
A livello microscopico, questo lievito è ovoidale. Non è stata osservata una riproduzione sessuata di N. antarctica, ma la riproduzione asessuata avviene per gemmazione. Le cellule mature non gemmate di recente sono lunghe tra i 4.0 µm e i 7.5 µm, e non sembrano produrre pseudomicelio.
Questa specie non è in grado di fermentare, ma tutti i suoi ceppi utilizzano cellobiosio, 2-chetogluconato in sali di calcio, gluconato a pH 5,8, glucuronato a pH 5,5, maltosio, mannitolo, melezitosio, amido solubile e succinato a pH 5,5 come uniche fonti di carbonio. Solo alcuni ceppi sono in grado di utilizzare il citrato a pH 6,0, D-glucitolo, L-arabinosio, raffinosio e xilosio come fonti di carbonio. N. antarctica non richiede vitamine per la propria crescita ottimale. È in grado di produrre amilosio e di assimilare, come fonti di azoto, L-lisina, nitrato e cadaverina.